# (4416) Ramses
(4416) Ramses ist ein Asteroid des Hauptgürtels, der am 24. September 1960 vom Forscherteam Cornelis Johannes van Houten und Tom Gehrels im Rahmen des Palomar-Leiden-Surveys entdeckt wurde.
Der Name des Asteroiden ist von einer Reihe ägyptischer Pharaonen des Namens Ramses abgeleitet.